# Jawsh 685
Joshua Christian Nanai, dit Jawsh 685 est un producteur néo-zélandais né le 5 novembre 2002.
Il devient célèbre en 2020 pour son titre Savage Love (Laxed – Siren Beat) avec le chanteur américain Jason Derulo. Le titre se classe no 1 dans plus de 15 pays.

## Carrière
Le "685" de son nom de scène fait référence à l'indicatif téléphonique de Samoa. En 2020, il publie sur Youtube le titre instrumental Laxed (Siren Beat), qui devient viral sur TikTok à la suite d'un challenge de danse.
En mai 2020, le chanteur américain Jason Derulo utilise l'instrumentale pour son titre Savage Love sans créditer Jawsh 685. À la suite d'un accord entre les deux artistes, le titre sort finalement sous le nom Savage Love (Laxed – Siren Beat), tandis que Jawsh 685 est crédité en tant qu'artiste principal.

## Discographie

### Singles
| Titre                                                                         | Année | Positions | Positions | Positions | Positions | Positions | Positions | Positions | Positions | Positions | Positions | Positions | Positions | Positions | Certifications | Album            |
| Titre                                                                         | Année | N-Z       | ALL       | AUS       | AUT       | BEL (FL)  | BEL (WAL) | CAN       | US        | FRA       | P-B       | R-U       | SUE       | SUI       | Certifications | Album            |
| ----------------------------------------------------------------------------- | ----- | --------- | --------- | --------- | --------- | --------- | --------- | --------- | --------- | --------- | --------- | --------- | --------- | --------- | --- | ---------------- |
| Laxed (Siren Beat)                                                            | 2020  | —         | —         | —         | —         | —         | —         | —         | —         | —         | —         | —         | —         | —         | | Non-album single |
| Savage Love (Laxed – Siren Beat) (avec Jason Derulo)                          | 2020  | 1         | 1         | 1         | 1         | 1         | 2         | 1         | 1         | 2         | 1         | 1         | 1         | 1         | - RMNZ: 2× Platine - ARIA: 3× Platine - BEA: Platine - BPI: Platine - BVMI: Platine - IFPI AUT: Platine - RIAA: Platine - SNEP: Platine | À venir          |
| Sweet & Sour (featuring Lauv & Tyga)                                          | 2020  | 8         | —         | —         | —         | —         | —         | —         | —         | —         | —         | —         | 89        | —         | - RMNZ: Or | Non-album single |
| "—" signifie que le titre ne s'est pas classé ou n'est pas sorti dans ce pays |       |           |           |           |           |           |           |           |           |           |           |           |           |           | |                  |